# Onobrychis sojakii
Onobrychis sojakii är en ärtväxtart som beskrevs av Karl Heinz Rechinger. Onobrychis sojakii ingår i släktet esparsetter, och familjen ärtväxter. Inga underarter finns listade i Catalogue of Life.